# Shenzhou 12
Shenzhou 12 (chinois simplifié : 神舟十二号 ; pinyin : Shénzhōu shí'èr hào ; litt. « Vaisseau divin Numéro 12 ») est la septième mission spatiale habitée chinoise et la première à destination de la Station spatiale chinoise (SSC), alors constituée de son premier module, Tianhe (déployé le 29 avril 2021) et du vaisseau cargo Tianzhou-2 (déployé le 29 mai 2021). Elle est lancée le 17 juin 2021, et s'achève le 17 septembre suivant avec le retour sur Terre.

## Équipage
- Commandant : Nie Haisheng (3),  Chine
- Opérateur 1 : Liu Boming (2),  Chine
- Opérateur 2 : Tang Hongbo (1),  Chine[3]

Le chiffre entre parenthèses indique le nombre de vols spatiaux effectués par l'astronaute, Shenzhou 12 inclus.

## Contexte
Shenzhou 12 est initialement prévu comme la deuxième mission de visite de la station spatiale expérimentale Tiangong 2, après Shenzhou 11. En 2016, les plans pour une deuxième mission vers Tiangong 2 ont été annulés, et Shenzhou 12 est désigné comme la première mission avec équipage vers la station spatiale chinoise qui se compose à l'époque d'un module, le module Tianhe, lancé le 29 avril 2021. Ce vol marque la première des quatre missions avec équipage prévues pour s'amarrer à la station spatiale avant la fin de la construction en 2022.

## Déroulement de la mission

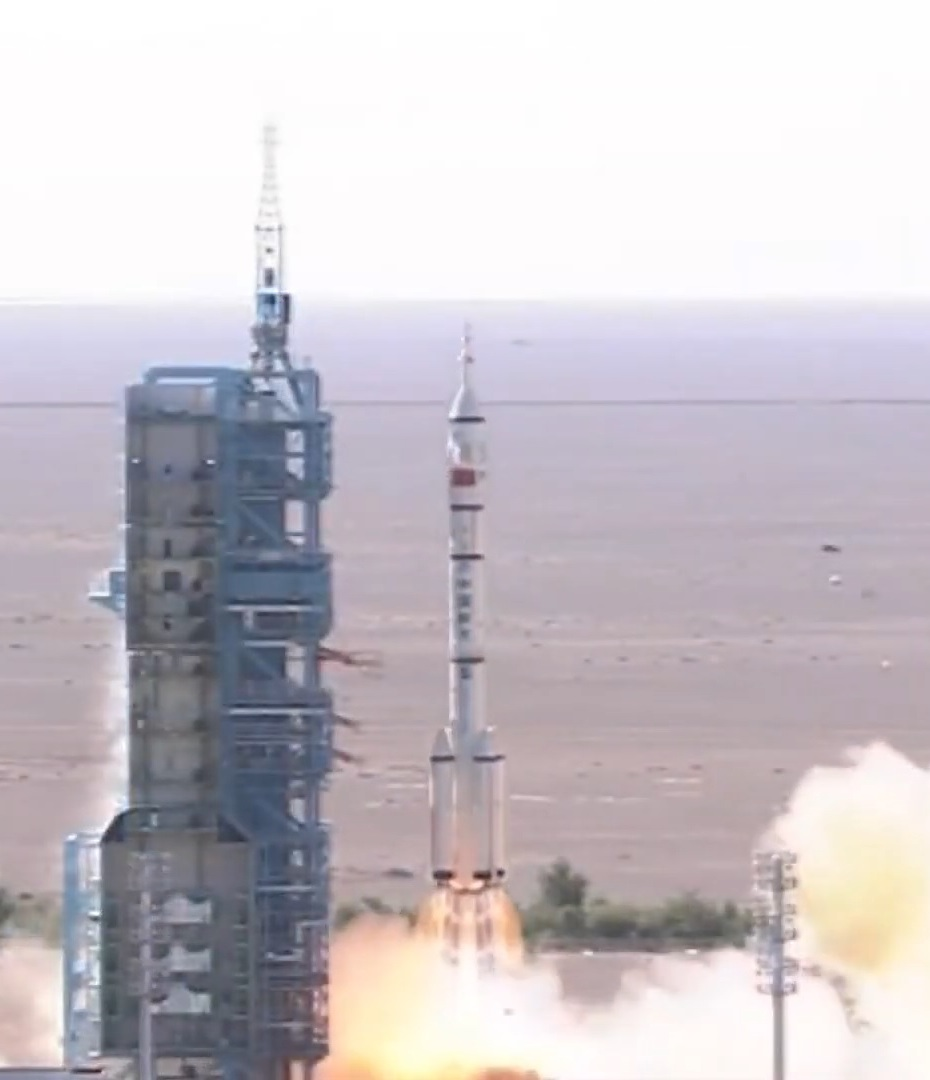
Lancement de Shenzhou 12, à la base de lancement de Jiuquan, en Chine, en juin 2021.

Le vaisseau spatial est lancé à bord d'un lanceur Longue Marche 2F à la Base de lancement de Jiuquan, dans le désert de Gobi, en Chine, le 17 juin 2021. Après environ six heures et demie de vol, il arrive à la station spatiale chinoise. La mission s'amarre au module Tianhe à 7 h 54 UTC, le 17 juin 2021, après le lancement et l'amarrage réussi de Tianzhou 2, le deuxième vol du vaisseau cargo chinois Tianzhou. Tianzhou 2 est resté amarré, car le module central de Tianhe possède quatre ports d'amarrage, contrairement aux deux précédentes stations spatiales chinoises qui n'en avaient qu'un seul.
L'équipage entre dans le module central Tianhe, à 10 h 48 UTC, devenant ainsi les premiers visiteurs de la station spatiale Tiangong. Ils effectuent des tâches telles que le fonctionnement du bras mécanique et les activités extravéhiculaires, et vérifient une série de technologies clés telles que la résidence à long terme dans l'espace, le recyclage des ressources et le maintien en vie des astronautes.
Deux sorties dans l'espace sont prévues au cours du séjour d'environ trois mois de l'équipage en orbite. Shenzhou 13 était en attente pour toute éventuelle mission de sauvetage.

### Sortie extravéhiculaire
Le 4 juillet 2021, la première des deux sorties dans l'espace prévues est effectuée par Liu Boming et Tang Hongbo. Ils ont quitté le module pour effectuer des activités extravéhiculaires afin de tester les combinaisons spatiales de nouvelle génération, installer des équipements qui seront utilisés lors de futures missions et effectuer un certain nombre de tâches techniques, ce qui a duré près de 7 heures selon la CNSA. Il s'agit de la deuxième sortie dans l'espace réussie par la Chine depuis la sortie en solo de Zhai Zhigang il y a près de 13 ans lors de la mission Shenzhou 7. La durée de la sortie dans l'espace, soit 6 heures et 46 minutes, est également la plus longue jamais réalisée par la Chine à ce jour,.
Le 20 août 2021, le commandant Nie Haisheng et Liu Boming effectuent la deuxième sortie extravéhiculaire prévue pour tester l'équipement du vaisseau spatial, installer l'unité de pompe d'extension extravéhiculaire et relever la caméra panoramique D. La durée des activités extravéhiculaires est de 5 heures et 55 minutes,.

## Vaisseau spatial

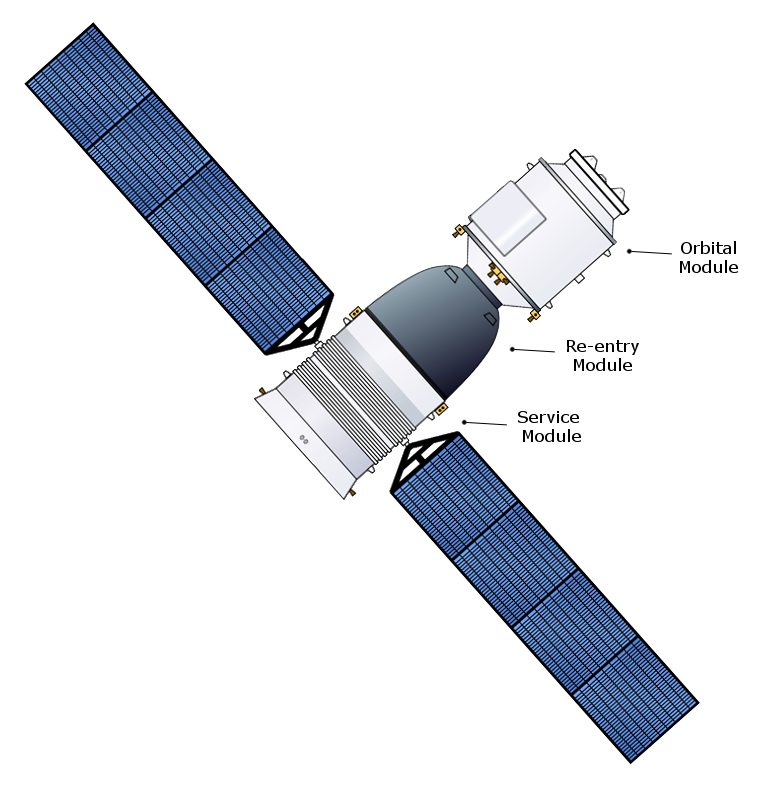
Diagramme d'un vaisseau spatial Shenzhou

Le vaisseau spatial Shenzhou 12 est fortement basé sur la technologie du Soyouz MS. Le programme Shenzhou est approuvé en 1992 dans le cadre du programme spatial Projet 921, et a une conception similaire au vaisseau spatial russe Soyouz.
À l'avant du vaisseau spatial, il y a le module orbital qui contient un anneau d'amarrage androgyne basé sur la technologie Système d'amarrage périphérique androgyne, qui est utilisé pour s'amarrer au module central Tianhe. Au milieu se trouve le module de rentrée contenant l'équipage, qui est une version à échelle réduite du module de descente Soyouz. L'arrière du vaisseau spatial est le module de service qui est équipé de moteurs, de réservoirs de carburant et de panneaux solaires.

## Participation internationale
L'agence spatiale russe Roscosmos et l'Agence spatiale européenne (ESA) font part de leur intention d'envoyer leurs propres astronautes dans la station chinoise. Une coopération similaire peut s'étendre à l'accueil d'astronautes de certains pays en développement à l'avenir. La station chinoise se prépare également à accueillir 1 000 expériences scientifiques de la Chine et d'autres pays, dont plusieurs sont déjà lancées et d'autres sont en cours.